# Jodi Taylor
Œuvres principales
- Série Les Chroniques de St Mary

Jodi Taylor, née à Bristol en Angleterre, est une écrivaine britannique de fantasy historique , de romances historiques et de romances,.

## Biographie
Jodi Taylor est née à Bristol. Elle a fait ses études à Gloucester.
Avec son mari, elle a déménagé dans le Yorkshire. Elle a travaillé  au Conseil du Comté du Yorkshire du Nord pendant 20 ans, comme responsable de bibliothèques.
Son premier roman, Un monde après l'autre (Just One Damned Thing After Another), a été auto-publié  sur deux sites de téléchargement. C'est le premier tome des 'Chroniques de St Mary'. Ce manuscrit a ensuite été acheté par Accent Press, qui a publié toutes ses œuvres ultérieures jusqu'en décembre 2018. Headline Publishing Group a ensuite été son éditeur à partir de janvier 2019.
Elle vit dans le Gloucestershire.

## Critique
Un monde après l'autre (Just One Damned Thing After Another) a figuré sur la liste des livres les plus vendus aux USA du 21 janvier 2016 à la 74e place. Il a obtenu une critique étoilée de Publishers Weekly, qui l'a qualifié de "tour de manège" dans un "monde... décrit avec des détails luxuriants". La critique dans le Library Journal a fait l'éloge des "personnages attrayants" du livre, avec "beaucoup d'humour, beaucoup d'action et même une touche de romance".

## Œuvres

### SérieLes Chroniques de St Mary
La série phare de Jodi Taylor suit le personnel de l'Institut de recherche historique de St Mary, en particulier l'historienne Madeleine "Max" Maxwell, qui voyage dans le temps pour "enquêter sur des événements historiques majeurs à l'époque contemporaine".

#### Romans
1. Un monde après l'autre, Hervé Chopin, 2018 ((en) Just One Damned Thing After Another, 2013), trad. Cindy Colin Kapen, 350 p.  (ISBN 978-2-35720-356-3)Réédition, Pocket coll. « Imaginaire » no 7365, 464 p. (ISBN 978-2-266-34090-8)
2. D'échos en échos, Hervé Chopin, 2018 ((en) A Symphony of Echoes, 2013), trad. Cindy Colin Kapen, 332 p.  (ISBN 978-2-35720-376-1)Réédition, Pocket coll. « Imaginaire » no 7366, 448 p. (ISBN 978-2-266-34091-5)
3. Une seconde chance, Hervé Chopin, 2019 ((en) A Second Chance, 2014), trad. Cindy Colin Kapen, 345 p.  (ISBN 978-2-35720-450-8)Réédition, Pocket coll. « Imaginaire » no 7367, 456 p. (ISBN 978-2-266-34092-2)
4. Une trace dans le temps, Hervé Chopin, 2019 ((en) A Trail Through Time, 2014), trad. Cindy Colin Kapen, 340 p.  (ISBN 978-2-35720-488-1)Réédition, Pocket coll. « Imaginaire » no 7368, 441 p. (ISBN 978-2-266-34093-9)
5. Hier ou jamais, Hervé Chopin, 2020 ((en) No Time Like the Past, 2015), trad. Cindy Colin Kapen, 331 p.  (ISBN 978-2-35720-510-9)Réédition, Pocket coll. « Imaginaire » no 7397, 432 p. (ISBN 978-2-266-35152-2) (à paraître le 25 septembre 2025)
6. En cas de problème, Hervé Chopin, 2020 ((en) What Could Possibly Go Wrong?, 2015), trad. Cindy Colin Kapen, 358 p.  (ISBN 978-2-35720-545-1)Réédition, Pocket coll. « Imaginaire » no 7398, 464 p. (ISBN 978-2-266-35153-9) (à paraître le 25 septembre 2025)
7. Petits Arrangements avec l'histoire, Hervé Chopin, 2021 ((en) Lies, Damned Lies, and History, 2016), trad. Cindy Colin Kapen, 363 p.  (ISBN 978-2-35720-582-6)
8. Le reste appartient à l'histoire, Hervé Chopin, 2021 ((en) And the Rest is History, 2017), trad. Cindy Colin Kapen, 381 p.  (ISBN 978-2-35720-637-3)
9. Jusqu'à la fin et au-delà, Hervé Chopin, 2022 ((en) An Argumentation of Historians, 2018), trad. Cindy Colin Kapen, 461 p.  (ISBN 978-2-35720-660-1)
10. Haut les cœurs !, Hervé Chopin, 2022 ((en) Hope For the Best, 2019), trad. Cindy Colin Kapen, 477 p.  (ISBN 978-2-35720-696-0)
11. Préparez-vous au pire, Hervé Chopin, 2023 ((en) Plan For The Worst, 2020), trad. Cindy Colin Kapen, 495 p.  (ISBN 978-2-35720-707-3)
12. Autre temps, autre lieu, Hervé Chopin, 2023 ((en) Another Time Another Place, 2021), trad. Cindy Colin Kapen, 416 p.  (ISBN 978-2-35720-730-1)
13. De catastrophe en catastrophe, Hervé Chopin, 2024 ((en) A Catalogue of Catastrophe, 2022), trad. Cindy Colin Kapen, 469 p.  (ISBN 978-2-35720-777-6)
14. Le Bien, le Mal et l'Histoire, Hervé Chopin, 2024 ((en) The Good, The Bad and The History, 2024), trad. Cindy Colin Kapen, 480 p.  (ISBN 978-2-35720-836-0)

#### Nouvelles
0,5 (en) The Very First Damned Thing, 2015
2,5 (en) When a Child is Born, 2013
3,5 (en) Roman Holiday, 2014
4,5 (en) Christmas Present, 2014
6,5 (en) Ships and Stings and Wedding Rings, 2015
7,2 (en) The Great St Mary's Day Out, 2016
7,5 (en) My Name is Markham, 2016
7,7 (en) Desiccated Water, 2019
8,1 (en) Markham and the Anal Probing, 2019
8,5 (en) A Perfect Storm, 2017
8,6 (en) Christmas Past, 2017
9,5 (en) The Battersea Barricades, 2018
9,6 (en) The Steam Pump Jump, 2018
9,7 (en) And Now For Something Completely Different, 2018
10,5 (en) When Did You Last See Your Father?, 2019
10,6 (en) Why is Nothing Ever Simple?, 2019
11,5 (en) The Ordeal of the Haunted Room, 2020
- (en) The Long and Short of It, 2017Contient les nouvelles The Very First Damned Thing, When a Child is Born, Roman Holiday, Christmas Present, Ships and Stings and Wedding Rings, The Great St Mary's Day Out, My Name is Markham et A Perfect Storm
- (en) Long Story Short, 2019Contient les nouvelles Christmas Past; The Battersea Barricades, The Steam-Pump Jump, And Now For Something Completely Different, When Did You Last See Your Father?, Desiccated Water, Markham and the Anal Probing et Little Donkey

#### Sous-sérieLa Police du Temps
1. La Police du Temps, Hervé Chopin, 2025 ((en) Doing Time, 2019), trad. Cindy Colin Kapen, 480 p.  (ISBN 978-2-35720-919-0)À paraître le 25 septembre 2025
2. (en) Hard Time, 2020
3. (en) Saving Time, 2021
4. (en) About Time, 2022
5. (en) Killing Time, 2024

### SérieFrogmorton Farm
1. (en) The Nothing Girl, 2014

1,5 (en) Little Donkey, 2015
1. (en) The Something Girl, 2017

### SérieElizabeth Cage
1. (en) White Silence, 2017
2. (en) Dark Light, 2018
3. (en) Long Shadows, 2021

### Sous le pseudonyme Isabella Barclay
- (en) A Bachelor Establishment, 2015

### Recueils de nouvelles
- (en) The Most Wonderful Time of the Year, 2023